# Shin-Yakushi-ji
Shin-Yakushi-ji (新薬師寺) es un templo budista de la creencia Kegon en Nara, Japón. Fue fundado en el año 747 por la Emperatriz Kōmyō. Inicialmente Shichidō garan fue un gran templo, pero sufrió daños debido a un incendio y se deterioró durante el Período Heian. El templo volvió a cobrar vida durante el Período Kamakura. Sólo un edificio, el actual salón principal o Hon-dō (本 堂), ha sobrevivido desde el siglo VIII. Todas las otras estructuras datan del Período Kamakura.
Shin-Yakushi-ji posee varios bienes culturales. El Hon-dō, la imagen principal de Yakushi Nyorai y once estatuas de los Doce Generales Celestiales han sido designadas por el Ministerio de Educación, Cultura, Deportes, Ciencia y Tecnología (Japón) como Tesoros Nacionales.

## Nombre
El shin, atarashi (新) normalmente es traducido como nuevo. En el caso de Shin-Yakushi-ji, sin embargo, se dice que tiene el significado de milagroso (験 験 arataka na). Yakushi se refiere a la imagen principal del Buddha sanador Yakushi Nyorai. Además de la veneración de Yakushi Nyorai, no hay ninguna conexión con el famoso Yakushi-ji, que también se encuentra en Nara.

## Historia
Según los registros de Tōdai-ji, Shin-Yakushi-ji fue fundado en marzo del año 747 como Kōyaku-ji (香 薬 寺) por la Emperatriz Kōmiō que deseaba la recuperación de su marido, el Emperador Shōmu, que padecía de un problema en los ojos. Ella tenía construida una gran sala del templo (Kon-dō) y estatuas de los Siete Budas de Sanación (師 仏 薬 shichibutsu yakushi) consagradas en ella. Se creía que estas estatuas eran eficaces contra los espíritus malignos de figuras políticas que habían fallecido.
Junto con el Yakushi Nyorai, estatuas de  Nikkō Bosatsu y Gakkō Bosatsu, y el grupo de Doce Generales Celestiales, que fueron consagrados en la sala principal o Kon-dō. Junto al Kon-dō del este, se hizo una pagoda al oeste. En los primeros días de su creación, más de 100 monjes estudiaron en el templo. Había habitaciones para los monjes y muchas otras estructuras. En su totalidad, era un templo de siete estructuras, el Shichidō garan cubría alrededor de 200,000 m².
En el año 780, 33 años después de la fundación, muchos edificios se destruyeron por el fuego causado por un rayo. Cuándo el Kon-dō quedó devastado  a mediados del Período Heian, otro edificio, el Hon-dō se convirtió en la sala principal del templo. Se cree que este edificio se utilizó como comedor (食堂｝jiki-dō). Los Doce Generales Celestiales que rodean la imagen principal de Yakushi Nyorai fueron trasladados a la sala de las ruinas Iwabuchi-dera (岩淵寺) ubicada no muy lejos de Shin-Yakushi-ji a pie del Monte Kasuga.
En el período Kamakura los sacerdotes Jōkei  (貞慶) (nombre póstumo: Getatsu Shōnin) y Miōe restauraron el templo después del declive general. Alrededor de aquel tiempo, se construyeron la Puerta del Este, la Puerta del Sur, el campanario y el Jizō Hall.

## Arquitectura
Hon-dō
La sala principal, o Hon-dō (本堂), del siglo VIII, perteneciente al Período Nara, es la estructura más antigua existente en Shin-Yakushi-ji y uno de los edificios de madera más viejos de Japón. Sin embargo, no fue diseñado como la sala principal del templo. El tamaño del Kon-dō en su fundación difiere del actual salón principal en cuanto a tamaño y posición dentro de los terrenos del templo. Aproximadamente hasta mitad del Período Heian las dos estructuras coexistieron. Durante la era Kengen (1302–1303) el Hon-dō fue completamente restaurado.
La construcción cuenta con un gran techo estilo irimoya y paredes blancas. Dentro hay gruesos pilares colocados en el suelo de tierra que llevan al techo. El techo abierto suele ser pintado de rojo, deja visibles las vigas y las vigas del revestimiento. Hay una vidriera en la pared de esta sala. El Hon-dō ha sido designado como Tesoro Nacional y alberga la imagen principal de Yakushi Nyorai rodeado por un grupo de Doce Generales Celestiales.

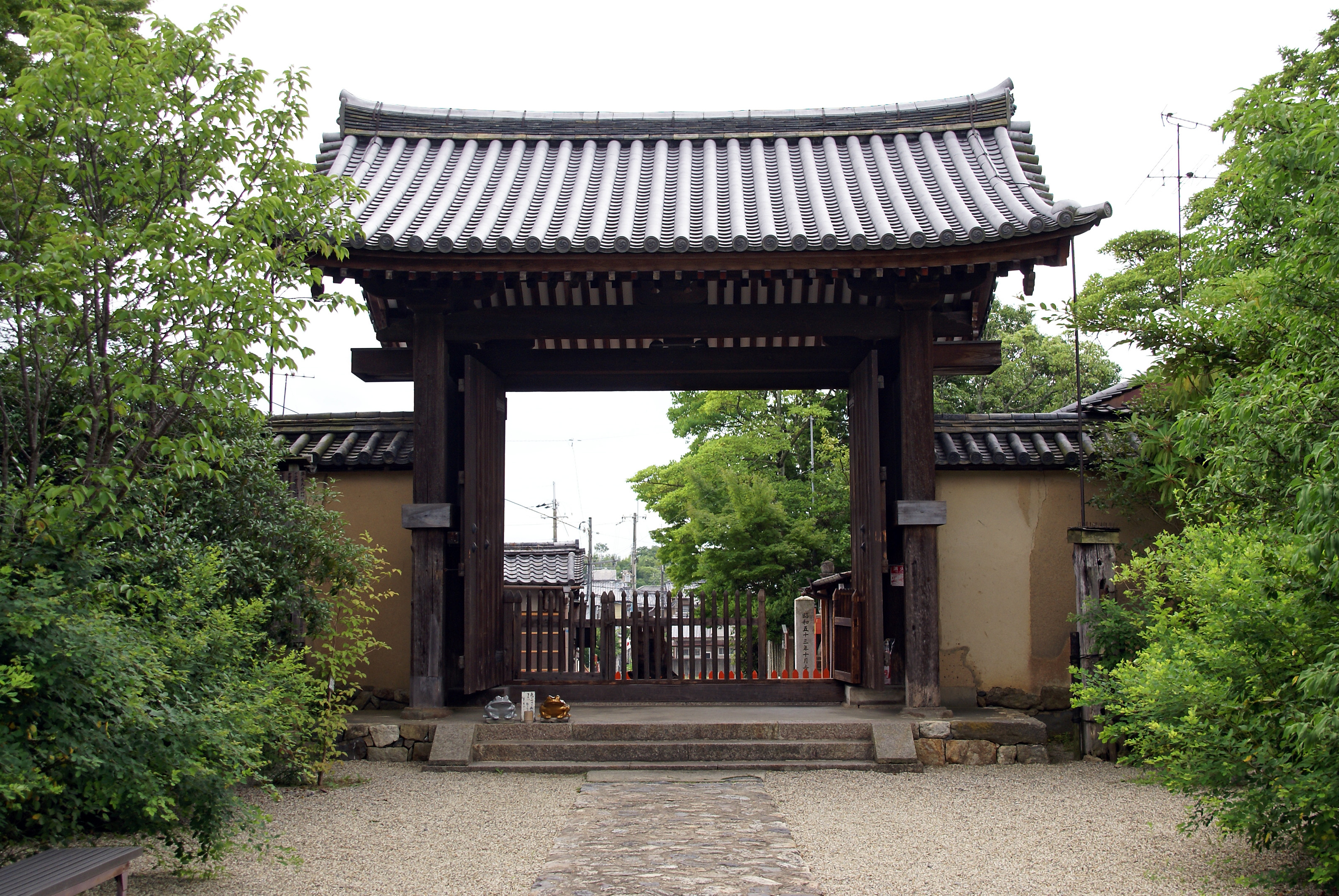
Puerta Sur
La Puerta Sur (南門 nanmon) una Propiedad Cultural Importante, es el ejemplo más antiguo existente de una puerta de cuatro soportes (四脚門 shikyakumon). Fue construido durante el Período Kamakura a final del siglo XII y principios del siglo XIII. Las puertas de este estilo solo aparecen en los templos de alto rango o en las puertas del Palacio Imperial, lo que indica el estado anterior de Shin-Yakushi-ji. Los cuatro postes de la puerta tienen bordes biselados muy anchos y están colocados en una plataforma de rocas.
Puerta Este
Las partes superiores de los pilares principales en la Puerta Este (東門 tōmon) están divididas en dos, sostenidas por una base sólida (板蟇股 itakaerumata). Este estilo inusual apunta a una fecha de construcción en el temprano Período Kamakura. La puerta ha sido designada como Propiedad Cultural Importante.

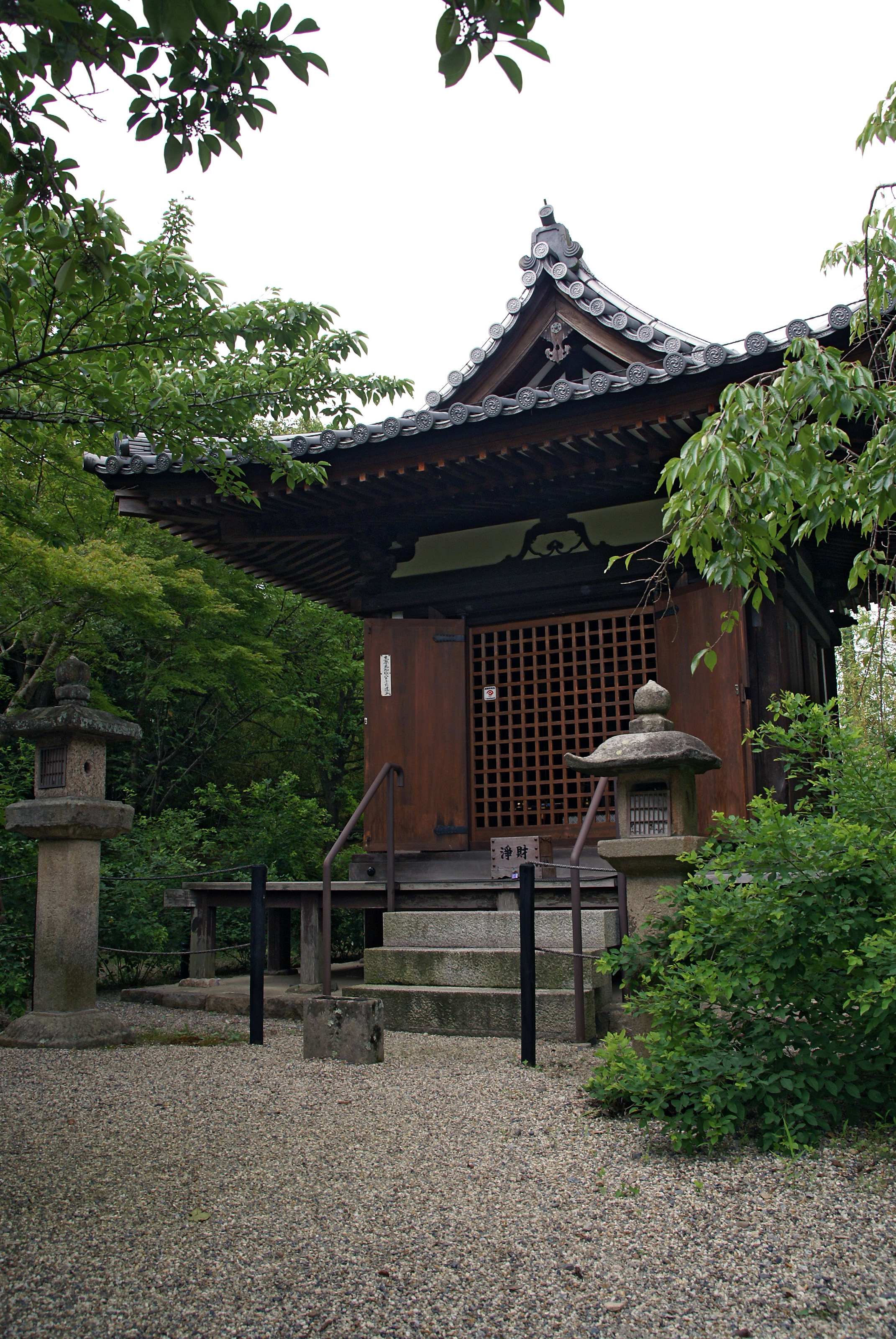
Jizō Hall
El Jizō Hall (地蔵堂 jizō-dō) es una Propiedad Cultural Importante, recibe su nombre de la imagen de la creencia a Jizō que había sido consagrada en este edificio. Es una construcción pequeña 3.05 por 3.05 metros (10.0 por 10.0 ft) en estilo Japonés (和様 wayō) del Período Kamakura. Actualmente, una imagen de la Diosa de la Misericordia de once caras está consagrada en el edificio.
Campanario
Construido en 1279, el campanario (鐘楼 shōrō) es otra construcción del Período Kamakura y está designado como Propiedad Cultural Importante. El edificio presenta una parte inferior acampanada, en forma de falda, también conocida como estilo hakamagoshi (袴 腰), que se hizo popular a finales del Período Heian y después.
La campana, está considerada Propiedad Cultural Importante, es la que colgaba del campanario (堂 鐘 ur tsuriganedō) en Gangō-ji y data del Período Nara. Se hizo famoso a través de la historia de un ogro que se cuenta en Nihon Ryōiki. Según esta leyenda, en el Período Asuka vivía un Oni en el campanario de Gangō-ji, el cual estaba atormentando a la gente. El Oni, conocido por diversos nombres Gagoze, Gagoji, Guwagoze (元興寺) o el Oni de Gangō-ji (元興寺の鬼 gangō-ji no oni), era el espíritu de un malvado sirviente del templo. Un día, un niño con una fuerza sobrehumana que se había unido el templo, decide matar el ogro y lo espera en el campanario. Al amanecer, aparece el Oni; el niño agarra al Oni por el pelo y le arrastra por los alrededores. En la madrugada, el Oni había perdido todo su cabello y decide huir.
El niño lo persiguió pero lo pierde en una encrucijada. Más tarde, el niño entra en el sacerdocio y se convierte en el monje Dōjō (道場法師 Dōjō hōshi). Después de que el campanario de Gangō-ji se incendiara, la campana se transfirió a Shin-Yakushi-ji. Se dice que las marcas en la campana son las marcas de las uñas del Oni. La zona en la que se perdió al Oni recibió el nombre de fushin ga tsujichō (不審ケ辻町) y el lugar donde se ocultó, Mount Kion (鬼隠山, kionzan), literalmente: Oni escondido en la montaña.

## Tesoros

### Yakushi Nyorai

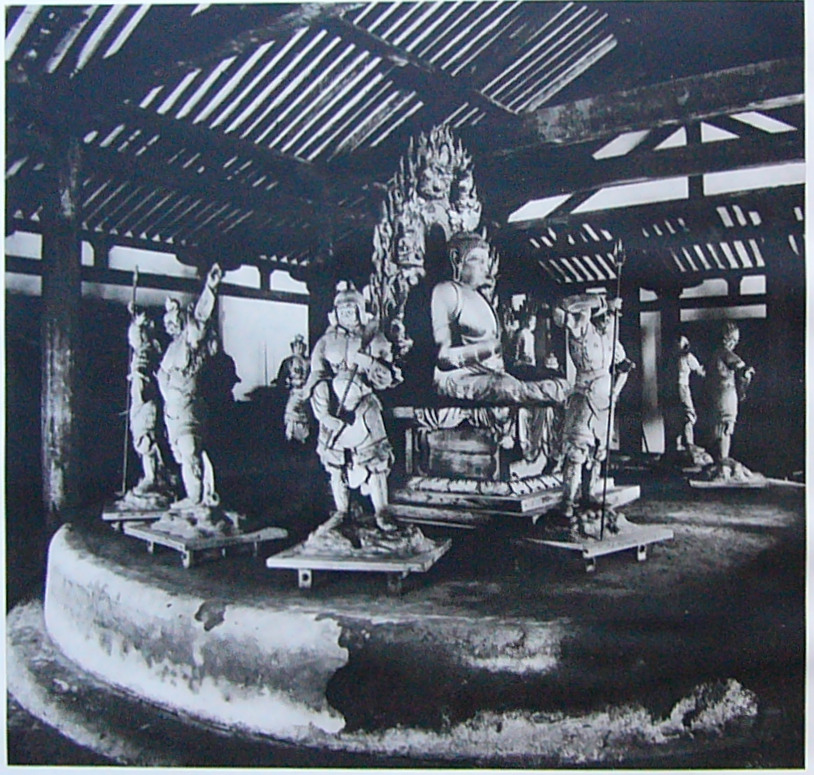
Yakushi Nyorai rodeado de los Doce Generales Celestiales.

En el Período Heian Yakushi Nyorai, el cual mide 191.5 cm y yace sentado, es la imagen principal de Shin-Yakushi-ji. Está colocado en una plataforma circular enorme (9 m diámetro, 90 cm alto) (Dais) que llena casi por completo el Hon-dō. Junto con seis pequeñas imágenes de Buda (化仏 kebutsu) en su halo, la estatua principal forma un grupo de Siete Budas de Sanación (師 仏 薬 ich shichibutsu yakushi). Yakushi Nyorai está protegido por Doce Generales Celestiales en forma circular alrededor de él mirando hacia afuera
La imagen actual probablemente no sea una de las que se instalaron en el Kon-dō original, se hizo con una técnica de laca (脱活乾漆造 dakkatsu kanshitsu zukuri) Aun así, hay teorías contradictorias sobre el origen de la estatua actual. Puede haber sido tallado en el año 793 junto con la reconstrucción del templo después del incendio. En general, se considera que es una obra de finales del siglo VIII y un buen ejemplo representativo de las primeras esculturas de madera en el Período Heian. Se corta de un solo árbol, el Hinoki y no se aplica pintura ni laca a la madera, excepto algún color para indicar características faciales. Son distintivos los labios protuberantes, los rizos bien definidos y la nariz grande. Las cejas pintadas en negro son estrechas y agudas. Su brazo derecho está levantado mostrando el Mudra (Abhayamudra) mientras su brazo izquierdo descansa sobre su pierna con la palma de su mano levantada sosteniendo un botiquín.
Durante una investigación en 1975, se descubrieron ocho pergaminos del Lotus Sutra, del Período Heian dentro del cuerpo de la escultura. Los pergaminos han sido designados como Tesoro Nacional.

### Doce Generales Celestiales

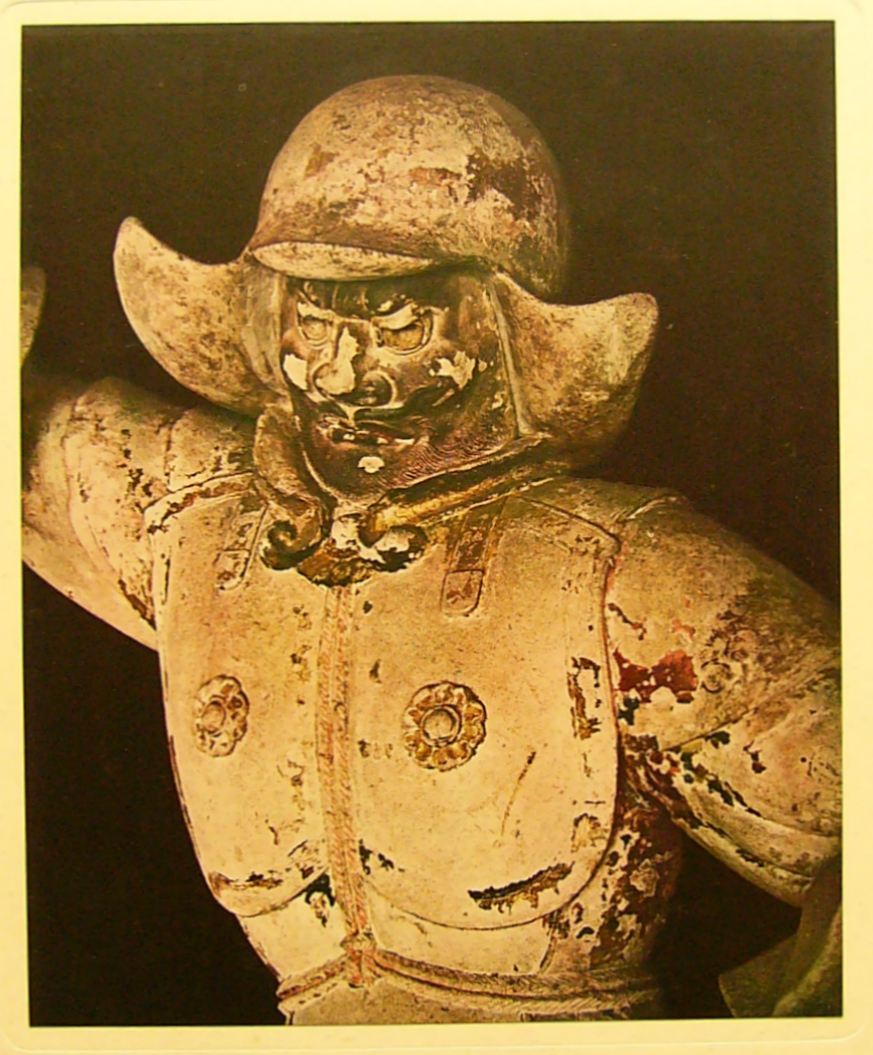
Antera

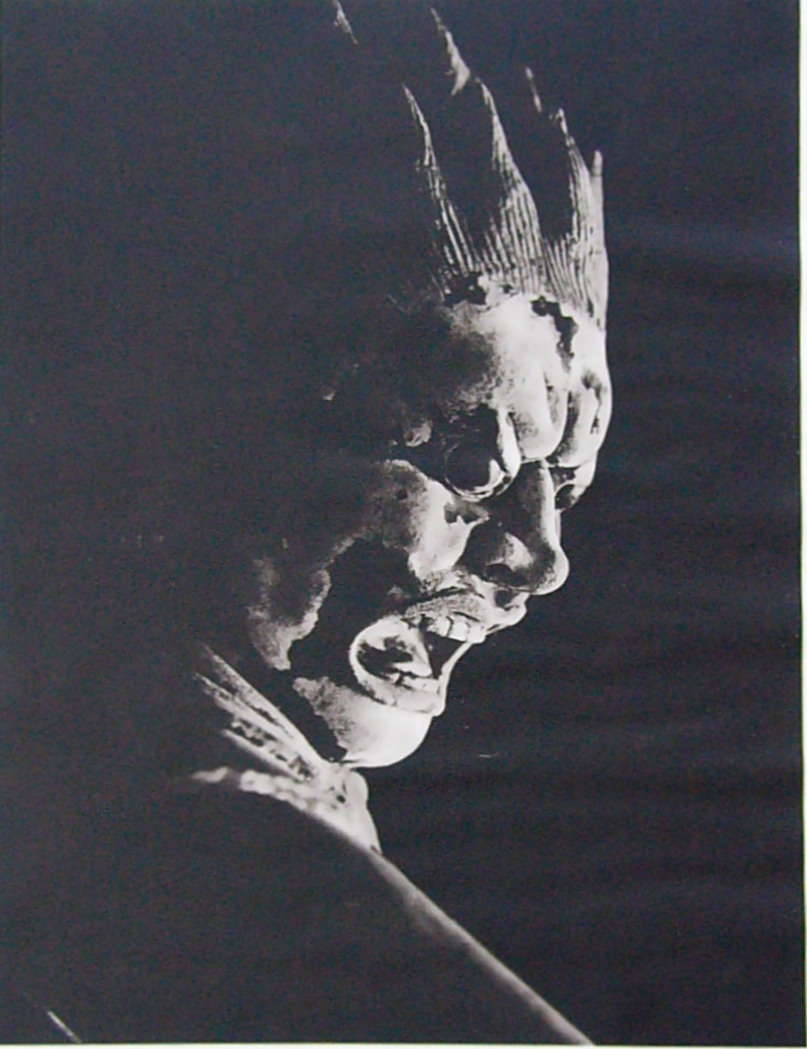
Bazara

Son un grupo de Doce Generales Celestiales a tamaño natural, creados en el Período Nara del 729 al 749, son los más antiguos existentes en Japón. Estaban hechos de arcilla sin cocinar y con su color original. La piel era color de salmón . Las barbas se dibujaron con tinta, telas y las armaduras fueron pintadas con colores brillantes  y se aplicaron láminas de oro en algunos lugares. No queda mucho de la decoración original. La estatua de Haira se dañó por un terremoto al final del Período Edo y reemplazada por una estatua de madera en 1931. Como respectivas deidades protectoras de Yakushi, los doce generales están colocados en un círculo que rodea la imagen principal de Yakushi Nyorai. Once de las doce estatuas han sido designadas como Tesoro Nacional. La imagen de Haira del siglo XX está excluida del nombramiento. Hay dos asignaciones diferentes de nombres para las estatuas, el primer nombre es el que usa el templo; El segundo nombre, entre paréntesis, es el asignado en el nombramiento como Tesoro Nacional.
Las doce estatuas están colocadas en el sentido de las agujas del reloj, su orden empezando de frente a mano derecha (sudeste) es:
- Bazara (Meikira): Mide 162.9 cm, tiene el pelo de punta y la boca abierta como si estuviera gritando. Sostiene una espada en su mano derecha.
- Anira (Anira): Mide 154.2 cm, lleva un casco y está aguantando una flecha con ambas manos.  Analizando la empuñadura de la flecha. En conjunto, parece bastante voluminoso en comparación con otras estatuas como la de Meikira.
- Haira (Kubira): Mide 159.5 cm. La estatua de arcilla original se dañó en un terremoto al final del Período Edo. La estatua actual es de madera y data de 1931. No está considerada Tesoro Nacional. La figura de Haira lleva un casco, sosteniendo un arco y una flecha.
- Bigyara (Bigyara): Mide 162.1 cm, blandiendo una mano con tres dientes en cada extremo  (三鈷杵 sankosho) un tipo de vajra, en su brazo derecho levantado. Su mano izquierda descansa sobre su cintura. Es visible algún color en la parte posterior de su armadura.
- Makora (Makora): Mide 170.1 cm, lleva una hacha en su mano derecha. Su mano izquierda descansa sobre su cintura. El hakama cae debajo de las rodillas, cubriendo la armadura de su espinilla. La zona de alrededor de su cuello está cubierta por un paño.
- Kubira (Shōtora): Mide 165.1 cm, tiene su codo derecho levantado a la altura del hombro, sostiene una espada en su mano derecha. La punta de la espada apunta a su mano izquierda, la cual está en forma de puño. Los restos de una flor forman el patrón de su falda (裙 kun), y el fondo dorado de la armadura muestra un patrón de pequeñas placas.
- Shōtora (Santera): Mide 167.6 cm, su mano derecha tiene los dedos extendidos, descansando en su cintura y una espada en su mano izquierda apuntando hacia abajo. Su cabello está atado en un moño. Uno de sus ojos es azul oscuro y el otro marrón oscuro.
- Shintara (Shintara): Mide 165.5 cm, sostiene una gema sagrada en su mano derecha y una vara en su mano izquierda. Está sobre una tarima con forma de banco de arena (洲浜座 suhamaza). La armadura de la espinilla presenta un patrón de llamas pintado con tinta sobre fondo de oro.
- Santera (Antera): Mide 161.8 cm, está apoyado en un tridente con su brazo derecho. Su cabeza está ligeramente girada a la izquierda y su mano izquierda apoyada en su cintura. En la armadura de hombro tiene un adorno shigami (獅噛) de un león mordiendo. La postura es similar a la de Indara.
- Meikira (Indara): Mide 159.5 cm, con su mano derecha apoyada en su cintura y el brazo izquierdo en alto con la palma hacia fuera. Su pierna izquierda está doblada; Está encima en una tarima como la de Shintara (洲浜座 suhamaza).
- Antera (Bazara): Mide 153.6 cm, lleva un casco con pequeños paneles curvos en ambos lados. Lleva un matamoscas (hossu) en ambas manos, justo delante de su hombro izquierdo. Su expresión facial es pacífica.
- Indara (Haira): Mide 155.2 cm, lleva un casco con paneles curvos en ambos lados, y una visera. Lleva un tridente en su mano derecha, mientras que la mano izquierda está apoyada en su cintura. La postura es similar a la de Santera.[2][5]

## Trivia
Bazara del grupo de Doce Generales Celestiales estuvo representado en un sello postal de 500 yenes. En una colaboración entre Shin-Yakushi-ji y el Departamento de Budismo en la Universidad de Minobusan, el grupo entero de Doce Generales Celestiales fue escaneado en tres dimensiones en 2001 y 2002.